# Milonit
A milonit diszlokációs metamorf hatásra képződött, azaz nyírási, törési zónák mentén, plasztikus deformációval kialakult metamorf kőzet (mylo = malom, görög). Anyagát a teljes kőzeten átható, finom szemcseméretű foliáció jellemzi, amelyben mechanikai hatásra szemcseméret-csökkenés alakul ki (eg. a nyírás felaprózza a kőzetanyagot). Benne gyakran ásvány- és megnyúlási lineáció is kialakul, illetve a nagyméretű porfiroklasztok és kőzettörmelékek lekerekítettek. Nagyon kemény kőzetek.

## Típusai
- Protomilonit – Olyan milonitváltozat, amelyben a kőzet kevesebb, mint 50%-a ment át szemcseméret-csökkenésen (vagyis a finomszemcsés mátrix részaránya csak 10-50%).
- Mezomilonit – A finomszemcsés mátrix mennyisége 50-90% között van.
- Ultramilonit – A kőzetből a megakristályok vagy kőzettöredékek eltűntek vagy csaknem teljesen eltűntek (a finomszemcsés mátrix több, mint 90%). Az ultramilonit nem szükséges, hogy "ultra finom" méretű szemcsékből álljon, mivel a szemcseméret relatív a kiinduló szemcsemérethez viszonyítva.
- Szemes milonit (blasztomilonit, augen milonit) – Olyan milonitváltozat, amelyben nagyméretű kristályokat vagy kőzettörmelékeket (ezek mennyisége általában 50%-nál kevesebb) sávos szerkezetű, finomszemcsés mátrix burkol be.
- Hialomilonit – Sávos, irányított szövetű, ultrafinom szemcsés, üveges vagy üvegesnek kinéző anyag, megjelenését tekintve a tűzkőre hasonlít. Tektonikai mozgás hatására a súrlódás következtében helyileg (néhány cm3-nyi térfogatban) a hőmérséklet annyira megnőhet, hogy a kőzetanyag megolvad, de mivel a környezete sokkal hidegebb, a megolvadás után szinte azonnal meg is dermed.
- Fillonit – Filloszilikátokban gazdag milonit, amelynek foliációs felületén a fillithez hasonlóan selymesen csillogó fénye van.

## A diszlokációs metamorfitok rendszere
| Mátrix                                                  | Irányítatlan szövet | Irányítatlan szövet | Irányított szövet               |
| Laza                                                    | Vetőbreccsa         | (törmelék > 30%)    | -                               |
| Laza                                                    | Vetőagyag           | (törmelék < 30%)    | -                               |
| Kötött                                                  | Dörzsbreccsa        | durva (> 5 mm)      | -                               |
| Kötött                                                  | Dörzsbreccsa        | finom (0,1–5 mm)    | -                               |
| Kötött                                                  | Dörzsbreccsa        | mikro (< 0,1 mm)    | -                               |
| Kötött, a finomszemcsés anyag 10-50%                    | Protokataklázit     | Protokataklázit     | Protomilonit                    |
| Kötött, a finomszemcsés anyag 50-90%                    | (Mezo)kataklázit    | (Mezo)kataklázit    | (Mezo)milonit                   |
| Kötött, a finomszemcsés anyag >90%                      | Ultrakataklázit     | Ultrakataklázit     | Ultramilonit                    |
| Kötött, nagyméretű kristályokkal, vagy kőzettörmelékkel | -                   | -                   | Szemes milonit (blasztomilonit) |
| 100% kőzetüveg                                          | Pszeudotachylit     | Pszeudotachylit     | Hialomilonit                    |
| Filloszilikát                                           | -                   | -                   | Fillonit                        |

## Rokon kőzetek
kataklázit, dörzsbreccsa, vetőbreccsa, vetőagyag, pszeudotachylit